# Marianne Strand
Ingrid Marianne Strand, född 12 september 1967 i Annedal i Göteborg, är en svensk kortfilmsregissör och manusförfattare.
Strand gick filmmanuslinjen på Dramatiska Institutet, varifrån hon utexaminerades 1997. Hon debuterade med En gris behöver ingen klocka 2000, vilken nominerades till en Guldbagge i kategorin Bästa kortfilm. 2003 skrev hon manus till kortfilmen Min skäggiga mamma, vilken vann en Guldbagge året efter för bästa kortfilm.

## Filmografi
Regi
- 2000 – En gris behöver ingen klocka

Manus
- 1996 – Skilda världar (TV-serie)
- 2000 – En gris behöver ingen klocka
- 2003 – Min skäggiga mamma
- 2007 – Pirret
- 2010 – Fired
- 2012 – Have a Nice Day

Producent
- 2000 – En gris behöver ingen klocka

Övrig medarbetare
- 2000 – Del av den värld som är din